# Little Miss Jocelyn
Little Miss Jocelyn ist eine britische Sketch-Show mit und von Jocelyn Jee Esien. Esien schlüpft dabei in verschiedene Rollen und führt auch Sketche mit Passanten als Versteckte-Kamera-Sketche durch.

## Figuren
- Jiffy ist eine nigerianische Politesse, die für normale Aktionen Strafzettel verteilt (z. B. im Auto schlafen). Oft taucht sie in den merkwürdigsten Gegenständen auf, z. B. in einem Sarg auf einer Beerdigung. Des Öfteren erklärt sie, warum sie das tut, und, dass sie für die Queen arbeitet. Die meisten Sketche enden mit this is going to take a loo-oo-oong time. (dt. das wird seeeehr lange dauern.).
- Sheson ist eine nigerianische Busfahrerin, die ihre Fahrgäste in alltäglichen Situationen beleidigt und für viele Dinge beschuldigt, obwohl diese legitim sind. So verwehrt sie einer Frau mit ihrem Hund den Zutritt zum Bus, da dieser in den Augen der Busfahrerin einem Schaf gleicht. Zwei Männer beleidigt sie als homosexuell, weil sie ihr nicht für die Mitnahme im Bus danken. Regelmäßig singt sie das Lied In The Name of Jesus.
- Paulette ist eine junge Frau, die immer zu schreien und zu weinen beginnt, wenn sie nicht das bekommt, was sie will.

## Rezeption
Die erste Staffel wurde für einen BAFTA in der Kategorie Beste Comedysendung nominiert. Esien wurde darüber hinaus für die Tatsache gelobt, dass sie die erste schwarze Frau mit einer eigenen Sketchshow im britischen Fernsehen ist. Nach Staffel 2 wurde die Sendung vom British Comedy Guide jedoch als Schlechteste Comedyshow 2008 bezeichnet.

## Veröffentlichung
In Großbritannien wurde die erste Staffel 2006 auf BBC Three gezeigt. Am 27. März 2007 gab die BBC bekannt, dass die Sendung zu BBC Two wechseln würde. Die zweite Staffel wurde 2008 auf BBC Two gezeigt, nachdem sie im Sommer 2007 produziert wurde. Eine Ausstrahlung von der 13. Episode erfolgte hierbei nicht. Warum dies der Fall war, ist nicht klar. Am 11. Juni 2009 gab die BBC bekannt, dass keine weitere Staffel der Sendung geplant sei.
In Deutschland war bisher nur die erste Staffel auf Comedy Central Deutschland zu sehen. Hierfür übernahm Sandra Schwittau die Synchronisation von Esien.
Beide Staffeln erschienen bisher nur in Großbritannien (Staffel 2 mit der 13. Episode), in Australien nur die erste Staffel. In den USA und in Deutschland wurden bisher keine DVDs veröffentlicht.
| #                                           | Premiere      | Dt. Premiere  |
| ------------------------------------------- | ------------- | ------------- |
| 1                                           | 22. Aug. 2006 | 5. Jan. 2008  |
| 2                                           | 29. Aug. 2006 | 12. Jan. 2008 |
| 3                                           | 5. Sep. 2006  | 19. Jan. 2008 |
| 4                                           | 12. Sep. 2006 | 26. Jan. 2008 |
| 5                                           | 19. Sep. 2006 | 2. Feb. 2008  |
| 6                                           | 1. Okt. 2006  | 9. Feb. 2008  |
| UK-DVD: 25. Sep. 2006 AU-DVD: 23. Apr. 2007 |               |               |

| #                     | Premiere      |
| --------------------- | ------------- |
| 1                     | 10. Jan. 2008 |
| 2                     | 17. Jan. 2008 |
| 3                     | 24. Jan. 2008 |
| 4                     | 31. Jan. 2008 |
| 5                     | 7. Feb. 2008  |
| 6                     | 14. Feb. 2008 |
| 7                     | –             |
| UK-DVD: 29. Sep. 2008 |               |